# Waggonbau Bautzen
Der Waggonbau Bautzen ist ein Werk des Schienenfahrzeugherstellers Alstom in der Stadt Bautzen in der Oberlausitz. Das Werk ist heute innerhalb des Konzernverbundes für den Bau von Voll-, Stadtbahn- und Straßenbahnfahrzeugen zuständig.

## Geschichte

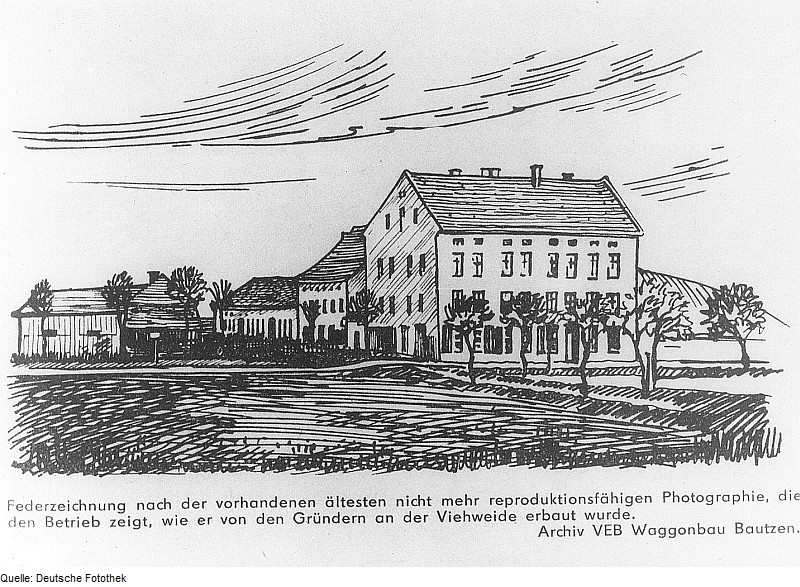
Fabrik auf der Viehweide

### Anfänge
Im Jahr 1846 wurde in Bautzen die Eisengießerei- und Maschinenwerkstatt von Petzold & Center gegründet. In der damaligen Werkstatt standen 20 Maschinen, die über ein Wasserrad an der Spree angetrieben wurden. Damals wurden komplette Maschinen, Werkzeuge, Maschinenteile aus Eisen und anderen Metallen sowie Holzwaren gebaut. Im Jahr 1872 firmierte das Unternehmen unter Maschinenfabrik Melzer & Co. Kommanditgesellschaft. Im Jahr 1878 erweiterte man die Produktpalette von Dampfmaschinen, Dampfkesseln, Transmissionen und Wasserrädern um Pferdebahnwagen. Damit war der Grundstein für den heutigen Waggonbaustandort gelegt.

### Kaiserzeit und Weimarer Republik
Schließlich schloss sich die Maschinenfabrik Melzer & Co. 1897 mit der 1867 in Hamburg gegründeten Wagenbauanstalt von W. C. F. Busch zusammen. Die Firma trat bis 1901 zunächst unter dem Namen Wagenbauanstalt und Waggonfabrik für elektrische Bahnen vorm. W. C. F. Busch auf und setzte das Hauptaugenmerk auf den Bau von elektrischen Straßenbahnfahrzeugen. Ab 1903 firmierte sie unter der Bezeichnung Waggon- und Maschinenfabrik Aktien-Gesellschaft vorm. Busch. In der ersten Zeit nach dem Zusammenschluss konzentrierte sich der Wagenbau fast ausschließlich in Hamburg, da das Bautzener Werk ausgebaut und modernisiert wurde. Um die Jahrhundertwende wurden im Bautzener Werk auch dampfkraftbetriebene Feuerwehrspritzen gebaut.
Bis 1901 produzierten danach beide Werke hauptsächlich elektrische Straßenbahnwagen. Nach einem Rückschlag in diesem Produktionszweig nahm das Unternehmen auch den Bau von schmal- und normalspurigen Waggons für den Güter- und Personenverkehr in das Portfolio auf. In Sachsen existierte zum damaligen Zeitpunkt neben den Waggonbauwerkstätten der Staatsbahn in Chemnitz und Leipzig nur noch eine andere private Waggonbauanstalt, die den weiter wachsenden Bedarf der Sächsischen Staatseisenbahnen (K.Sächs.Sts.E.B.) an Eisenbahnwagen allein nicht decken konnte. Im Jahr 1902 entstand daraufhin in Bautzen der erste vierachsige Abteilpersonenwagen für die K.Sächs.Sts.E.B. Im Jahr 1904 folgte der erste Durchgangswagen für Durchgangszüge (D). Nach einem Ausbau des Werkes konnte es um 1911 monatlich 150 bis 200 Eisenbahnfahrzeuge herstellen und ausliefern. Im Ersten Weltkrieg baute das Werk in Bautzen für die Königliche Generaldirektion der Sächsischen Staatseisenbahnen den ersten vierachsigen Durchgangszug-Wagen mit eisernem Kastengerippe (so genannte selbsttragende Konstruktion) in Deutschland. Außerdem stellte das Unternehmen einachsige Drehgestelle und verschiedenste Arten von Hebezeugen für Bahnbetriebe her.
Im Jahr 1928 fusionierte das Unternehmen mit der Waggonfabrik Werdau im sächsischen Werdau und den Linke-Hofmann-Werken in Breslau. Die neue Gesellschaft trug den Namen Linke-Hofmann-Busch-Werke Aktiengesellschaft. 1934 wurde die Aktiengesellschaft in Teilunternehmungen zergliedert. Das Bautzener Werk war nun eine von zwei Betriebsgesellschaften der Aktiengesellschaft für Waggonbau-Werke mit Sitz in Berlin und firmierte wieder unter Waggon- und Maschinenfabrik Aktiengesellschaft vorm. Busch. Im Jahr 1941 wurde das Werk in den Flick-Konzern eingegliedert.

### Nach dem Zweiten Weltkrieg

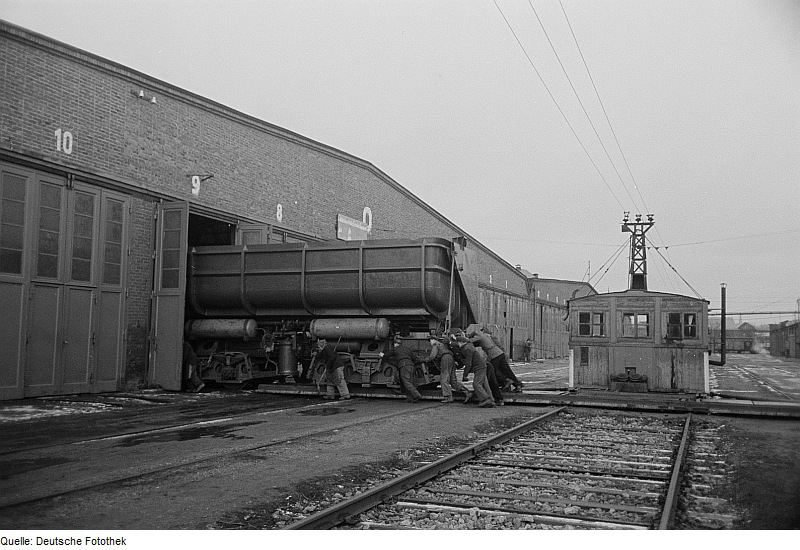
In der DDR-Zeit wurden auch Kippwagen für Tagebaue gefertigt

Nach dem Zweiten Weltkrieg lag Bautzen in der sowjetischen Besatzungszone bzw. später in der DDR. Der Großteil der Maschinen wurde als Reparationsleistung demontiert und in die Sowjetunion transportiert. Am 22. Mai 1945 begannen die verbliebenen ehemaligen Waggonbauer mit den ersten Aufräumarbeiten im Betrieb. Zwei Tage später wurde Paul Symmank vom sowjetischen Stadtkommandanten als Betriebsleiter eingesetzt. In der Holzbearbeitung wurden Särge für die bei der Schlacht um Bautzen Gefallenen gebaut.
Das Werk Bautzen wurde zunächst einer Verwaltung durch das Land Sachsen unterstellt. Am 1. August 1946 übernahm die Sowjetische Aktiengesellschaft für Transportmittelbau das Werk. Am 1. März 1947 übergab die sowjetische Gesellschaft den Betrieb in Volkseigentum. Bis zur Wende gehörte er der Vereinigung Volkseigener Betriebe des Lokomotiv- und Waggonbaus (kurz: VVB LOWA, später: VVB Schienenfahrzeuge Berlin, hiernach: VEB Kombinat Schienenfahrzeugbau Berlin) an.
Die Regierung der DDR verpflichtete Großunternehmen zur Konsumgüterproduktion. In den 1960er Jahren begann man beim Waggonbau Bautzen mit der Produktion von Fernsehantennen und Campinganhängern. Die Produktion von Campinganhängern unter dem Namen Bastei wurde bis in die 1980er Jahre fortgeführt. Im Waggonbau Bautzen hatte außerdem das deutsch-sowjetische Konstruktionsbüro für die Entwicklung einer automatischen UIC-Mittelpufferkupplung seinen Sitz.

### Nach 1990

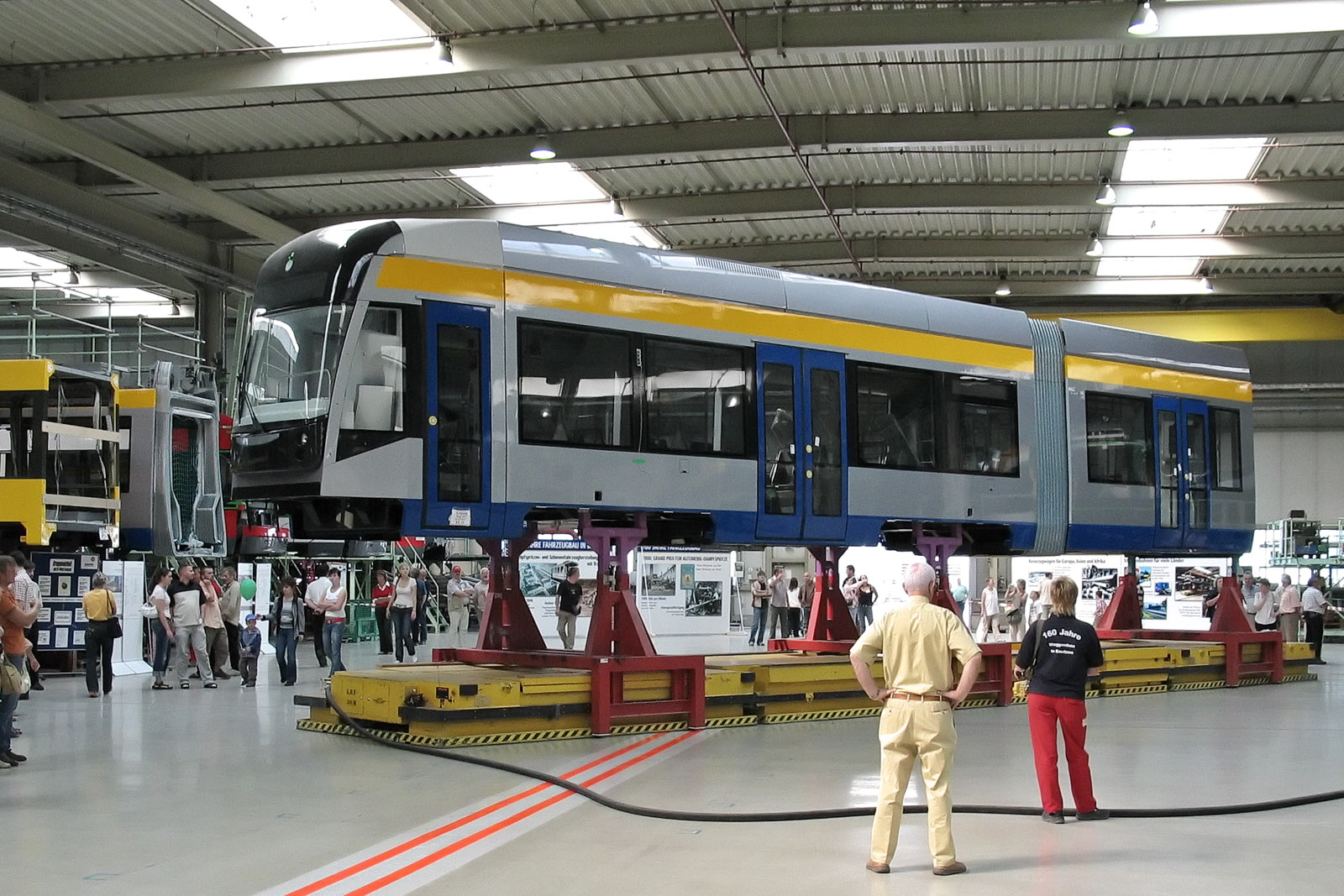
Blick in die Endmontagehalle

Nach der politischen Wende in der DDR wurde am 14. Juni 1990 die Waggonbau Bautzen GmbH gegründet. Im Oktober des gleichen Jahres vereinigten sich der Waggonbau Bautzen, der Waggonbau Dessau, der Waggonbau Görlitz, der Waggonbau Ammendorf, der Waggonbau Niesky und die Waggonausrüstungen Vetschau unter dem Dach der Deutschen Waggonbau AG (DWA). Im Jahr 1995 fusionierten die bisher eigenständigen Werke mit der Deutschen Waggonbau AG. Die Waggonbau Bautzen GmbH wurde zum DWA Werk Bautzen. Nach mehreren Versuchen der Treuhandgesellschaft, die DWA zu privatisieren, gelang dies im März 1996 mit der Verkauf an den Private-Equity-Investor Advent International. Am 2. Februar 1998 wurde die DWA durch den kanadischen Konzern Bombardier übernommen. Innerhalb des Konzerns wurde die DWA in die Sparte Bombardier Transportation eingegliedert. Das Werk beschäftigte im Januar 2012 etwa 1000 Mitarbeiter. Das Produktionsgelände erstreckt sich auf etwa 30,1 Hektar. Es war für Bombardier das Kompetenzzentrum für die Herstellung von Stadt- und Straßenbahnwagen und besitzt Testeinrichtungen für dynamische und Belastungstests. Am 15. Juni 2018 wurde eine neue Endmontagehalle in Betrieb genommen.
Seit der Übernahme von Bombardier Transportation im Januar 2021 gehört der Standort zum französischen Alstom-Konzern. Die nach der Übergabe geplante Streichung von 150 Arbeitsplätzen wurde nach Protesten und Verhandlungen mit dem neuen Eigentümer nicht umgesetzt. Am 30. Juli 2024 wurde eine neue Produktionslinie eingeweiht.